# Église Sainte-Madeleine de Saxel
Pour les articles homonymes, voir Église Sainte-Madeleine.
L'église Sainte-Madeleine est une église catholique française, située dans le département de la Haute-Savoie, dans la commune de Saxel. Elle est placée sous le patronage de sainte Madeleine.

## Situation
L'église posée sur un gros rocher, en latin Sassellum, surplombe le Brevon (943 mètres).

## Historique
La paroisse, sous le contrôle de l'Abbaye Notre-Dame d'Aulps, fut rattachée quelque temps à Brenthonne puis à Bons-en-Chablais, avant de devenir indépendante lors d'une visite pastorale de l'évêque d'Annecy, saint François de Sales, le 25 août 1601.
L'autel de l'église fut restaurée entre 1952 et 1954 et la décoration confiée au sculpteur contemporain français Jean Constant Demaison qui réalisa une série des apôtres.

## Description
Elle est construite dans un style néoclassique sarde.

## Sources et références
1. ↑  Jean Prieur et Hyacinthe Vulliez, Saints et saintes de Savoie, La Fontaine de Siloé, 1999, 191 p. (ISBN 978-2-84206-465-5, lire en ligne), p. 58.
2. ↑  Henri Baud et Jean-Yves Mariotte, Histoire des communes savoyardes : Le Chablais, Éditions Horvath, 1980, 422 p. (ISBN 978-2-7171-0099-0), p. 279.
3. ↑  Paul Guichonnet, Nouvelle encyclopédie de la Haute-Savoie : Hier et aujourd'hui, Montmélian, La Fontaine de Siloé, 2007, 399 p. (ISBN 978-2-84206-374-0, lire en ligne), p. 92.